# Херцано, Эфраим
Эфраим Херцано (ивр. אפרים הרצנו‎) (1912—1987) — изобретатель настольной игры «Руммикуб», лауреат премий Spiel des Jahres и Spel van het Jaar.

## Биография
Родился в еврейской семье в Румынии. Занимался продажей зубных щёток и косметики. В 1940-х годах, когда фашистский режим запретил карточные игры, изобрёл игру «Руммикуб». Игра сочетает в себе элементы рамми, домино, карт и маджонга. После Второй мировой войны, в 1950-х иммигрировал в Подмандатную Палестину и создал там первые наборы игры, вместе с семьёй на заднем дворе своего дома в Бат-Яме. Вначале продавал свою игру в маленький магазинчик, в последующие годы семья получила лицензию на продажу игры в другие страны, и «Руммикуб» стал наиболее продаваемой экспортной игрой Израиля. В 1977 она стала игрой-бестселлером в США. В следующем году опубликовал «Официальную книгу Руммикуба», где описал три разные версии игры: американскую, местную и международную. Игру, которая является одной из самых популярных семейных игр всех времён, официально выпустила компания Lemada, основанная им в 1978. 
После его смерти в 1987 году и смерти его жены Ханы в 1990 году, их дети Миха и Мариана начиная с 1991 года стали проводить раз в 3 года Чемпионаты мира по Руммикубу в разных странах мира.